# MRPS26
MRPS26 (англ. Mitochondrial ribosomal protein S26) – білок, який кодується однойменним геном, розташованим у людей на короткому плечі 20-ї хромосоми. Довжина поліпептидного ланцюга білка становить 205 амінокислот, а молекулярна маса — 24 212.
| 10         |  | 20         |  | 30         |  | 40         |  | 50         |
| ---------- |  | ---------- |  | ---------- |  | ---------- |  | ---------- |
| MLRALSRLGA |  | GTPCRPRAPL |  | VLPARGRKTR |  | HDPLAKSKIE |  | RVNMPPAVDP |
| AEFFVLMERY |  | QHYRQTVRAL |  | RMEFVSEVQR |  | KVHEARAGVL |  | AERKALKDAA |
| EHRELMAWNQ |  | AENRRLHELR |  | IARLRQEERE |  | QEQRQALEQA |  | RKAEEVQAWA |
| QRKEREVLQL |  | QEEVKNFITR |  | ENLEARVEAA |  | LDSRKNYNWA |  | ITREGLVVRP |
| QRRDS      |  |            |  |            |  |            |  |            |

A: Аланін

C: Цистеїн

D: Аспарагінова кислота

E: Глутамінова кислота

F: Фенілаланін

G: Гліцин

H: Гістидин

I: Ізолейцин

K: Лізин

L: Лейцин

M: Метіонін

N: Аспарагін

P: Пролін

Q: Глутамін

R: Аргінін

S: Серин

T: Треонін

V: Валін

W: Триптофан

Кодований геном білок за функціями належить до рибонуклеопротеїнів, рибосомних білків. 
Локалізований у мітохондрії.